# حمدو الهوني
حمدو الهوني (12 فبراير 1994 بطرابلس في ليبيا - ) هو لاعب كرة قدم ليبي في مركز الوسط. شارك مع منتخب ليبيا لكرة القدم. أما مع النوادي، فقد لعب مع النادي الأهلي (طرابلس) ونادي تشافيس ونادي سانتا كلارا والترجي الرياضي التونسي  ويلعب حاليا في نادي الوداد الرياضي .

## وصلات خارجية
- حمدو الهوني على موقع قاعدة بيانات كرة القدم.إي يو (الإنجليزية)
- حمدو الهوني على موقع ناشيونال فوتبول تيمز (الإنجليزية)
- حمدو الهوني على موقع Soccerway.com (الإنجليزية)
- حمدو الهوني على موقع AS.com (الإسبانية)